# Departamento de Transporte de Maryland
El Departamento de Transporte de Maryland (en inglés: Maryland Department of Transportation, MDOT) es la agencia estatal gubernamental encargada en la construcción y mantenimiento de toda la infraestructura ferroviaria, carreteras estatales; así como sus federales, locales e interestatales, y transporte aéreo del estado de Maryland. La sede de la agencia se encuentra ubicada en Hanover, Maryland y su actual director es Beverley K. Swaim-Staley.

## Filiales
- Administración de Transporte de Maryland